# Quinten Schram
Quinten Schram (ur. 29 lipca 1992 w Amstelveen) – holenderski aktor filmowy. Jest synem producenta filmowego Dave’a Schrama oraz reżyser Marii Peters.

## Filmografia

### Filmy fabularne[1][2]
| L.P. | Rok  | Tytuł polski                             | Tytuł oryginalny                          | Rola                 |
| ---- | ---- | ---------------------------------------- | ----------------------------------------- | -------------------- |
| 1    | 1999 | Okruszek                                 | Kruimeltje                                | dziecko matki Keesie |
| 2    | 2002 | Pietje Bell                              | Pietje Bell. De Film                      | Pietje Bell          |
| 3    | 2003 | Pietje Bell 2: Polowanie na koronę carów | Pietje Bell 2: De Jacht op de Tsarenkroon | Pietje Bell          |
| 4    | 2007 |                                          | Timboektoe                                | Theo                 |
| 5    | 2008 | List dla króla                           | De Brief voor de Koning                   | Piak                 |
| 6    | 2009 |                                          | Lover of Loser                            | Jesse                |

### Filmy dokumentalne i seriale[2]
- 2003: Life & Cooking (serial, epizod 3.16) – jako on sam
- 2003: TROS TV Show (serial dokumentalny, odcinek z 26 grudnia 2003) – jako on sam
- 2008: The Making of 'De Brief voor de Koning' (dokumentalny krótkometrażowy) – jako on sam

### Dubbing[2]
- Stuart Malutki (wersja niderlandzka) – George Malutki

### Muzyka filmowa[2]
- 2011: Sammie is zoek
- 2012: Lost and Found (krótkometrażowy)